# Tschirgant
De Tschirgant is een bergmassief bij Imst in Tirol, tussen het Gurgltal en het Oberinntal en sluit in het westen aan op het Miemingergebergte, ook wel Mieminger Kette genoemd. Onder de Tschirgant door loopt de 5095 m lange Roppener Tunnel van de Inntal Autobahn.
Het bergmassief bestaat uit kalksteen als dat van het Wettersteingebergte in combinatie met dolomiet en vertoont typische karstvormen. Als gevolg van een bodemverschuiving, ongeveer 4000 jaar geleden, vormt het bergmassief een moreneachtig heuvellandschap tussen Haiming, Roppen en de monding van het Ötztal in het Inntal. In het gebied wordt bosbouw bedreven en op de hellingen van de berg staat dan ook een groot lariksbos.
Vanaf de 15e eeuw werd op de Tschirgant bij Karrösten lood, zilver en zink gewonnen. In de afgelopen jaren zorgden aardverschuivingen vanaf de flanken van de Tschirgant meerdere malen voor problemen.
De berg wordt gekenmerkt door een grote rots aan de bovenzijde.

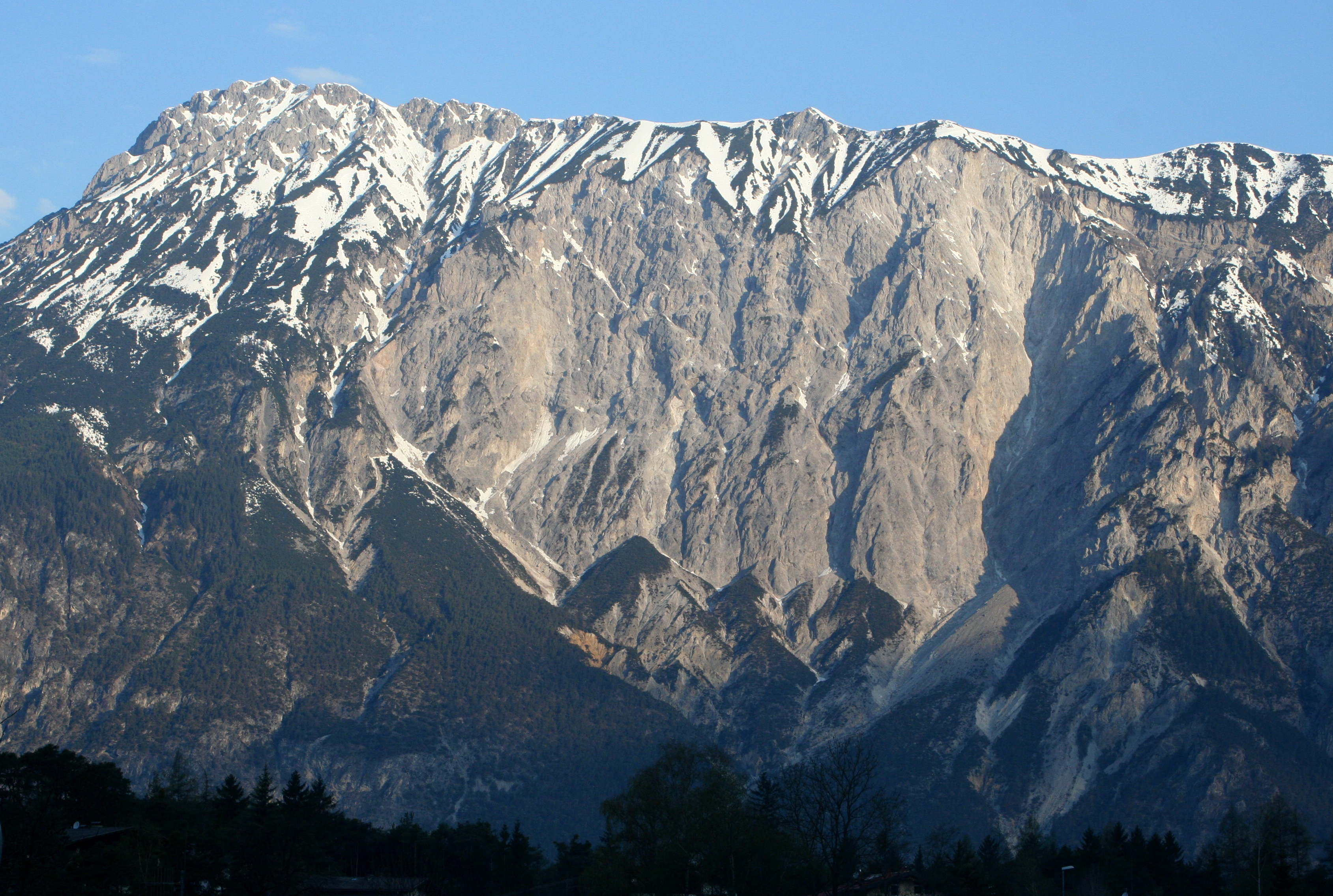
De Tschirgant gezien vanuit het Ötztal